# HOXD12
HOXD12 (англ. Homeobox D12) – білок, який кодується однойменним геном, розташованим у людей на короткому плечі 2-ї хромосоми.  Довжина поліпептидного ланцюга білка становить 270 амінокислот, а молекулярна маса — 29 031.
| 10         |  | 20         |  | 30         |  | 40         |  | 50         |
| ---------- |  | ---------- |  | ---------- |  | ---------- |  | ---------- |
| MCERSLYRAG |  | YVGSLLNLQS |  | PDSFYFSNLR |  | PNGGQLAALP |  | PISYPRGALP |
| WAATPASCAP |  | AQPAGATAFG |  | GFSQPYLAGS |  | GPLGLQPPTA |  | KDGPEEQAKF |
| YAPEAAAGPE |  | ERGRTRPSFA |  | PESSLAPAVA |  | ALKAAKYDYA |  | GVGRATPGST |
| TLLQGAPCAP |  | GFKDDTKGPL |  | NLNMTVQAAG |  | VASCLRPSLP |  | DGLPWGAAPG |
| RARKKRKPYT |  | KQQIAELENE |  | FLVNEFINRQ |  | KRKELSNRLN |  | LSDQQVKIWF |
| QNRRMKKKRV |  | VLREQALALY |  |            |  |            |  |            |

A: Аланін

C: Цистеїн

D: Аспарагінова кислота

E: Глутамінова кислота

F: Фенілаланін

G: Гліцин

I: Ізолейцин

K: Лізин

L: Лейцин

M: Метіонін

N: Аспарагін

P: Пролін

Q: Глутамін

R: Аргінін

S: Серин

T: Треонін

V: Валін

W: Триптофан

Кодований геном білок за функцією належить до білків розвитку. 
Задіяний у таких біологічних процесах як транскрипція, регуляція транскрипції, поліморфізм, альтернативний сплайсинг. 
Білок має сайт для зв'язування з ДНК. 
Локалізований у ядрі.